# Zona epipelagica

Zone pelagiche

La zona epipelagica (dal greco ἐπὶ, sopra) è la zona pelagica estesa tra la superficie e i 200 metri di profondità.
È la zona situata presso la superficie del mare dove vi è abbastanza luce da permettere la fotosintesi. Avviene qui quasi tutta la produzione primaria dell'oceano. Di conseguenza sono concentrate qui moltissime specie vegetali e animali.
Tra gli organismi che abitano la zona epipelagica ricordiamo il plancton, il sargasso, meduse, tonni, molti squali e delfini.